# 구치관
구치관(具致寬, 1406년~1470년(성종 1년) 9월 13일)은 조선 초기의 문신이다. 조선국 제23대 영의정이다.
본관은 능성(綾城)이고, 자는 이율(而栗)·경률(景栗), 시호(號)는 충렬(忠烈)이다.
1429년(세종 11년)에 생원시에 급제했다. 1434년(세종 16년)에 문과에 급제, 승문원정자, 예문관검열, 예조정랑, 호조좌랑 등을 지내고 동부승지, 좌승지, 이조참판, 예조참판, 병조참판을 거쳐 도승지, 대사헌을 지내고 이조판서를 거쳐서 우의정, 좌의정을 지냈다. 1466년(세조 12년)에는 영의정을 지내게 된다. 그리고 다시 호조판서, 병조판서, 이조판서, 예조판서도 겸임하였다. 1467년 건주위 토벌에 출정하여 공을 세워 그해 12월 군공 3등(軍功三等)에 녹훈되었다. 이후 1469년에서 1년 후 1470년 사망할 때까지 조선국 상급 국상을 지냈다. 세조는 "나의 만리장성이다."라며 신숙주와 그를 특별히 신임했다.

## 생애

### 초기 활동
1434년(세종 16년)에 문과에 급제, 승문원정자, 예문관검열, 예조정랑, 호조좌랑, 사헌부 감찰(司憲府監察) 등을 지내고 1439년(세종 21년) 황해도도사(都事)가 되어 그해 11월 황해도 관찰사 허조(許稠)와 그해 황해도의 흉년 대책을 해결하였다. 이어 세종에게 건의하여 황해도의 구휼을 얻어내고 세금을 감면시켰다. 
1443년(세종 25년) 인사 문제에 도관 주부(導官注簿) 재직 중 이조 좌랑 이계선(李繼善)의 처형의 아들이라는 이유로 지적당했다.
1449년 평안도 도진무의 종사관으로 특별 임명되었다. 1450년(문종 즉위) 야인이 평안도를 약탈하자 문종의 명으로 파견되어 살펴보고 돌아왔다. 그해 병조정랑으로 평안도 도체찰사(平安道都體察使) 김종서의 종사관이 되었다. 도체찰사가 황보인으로 바뀌었는데 의주읍성 수축 당시의 문제로 파직되었으나 황보인의 보고로 복직, 다시 종사관이 되었다. 그해 의주읍성의 개보수를 보고했다. 같은 해 다시 내직으로 돌아와 성균관 사예(成均館司藝)가 됐다. 이후 의정부검상을 거쳐 사복시소윤(司僕侍小尹), 사복시윤을 역임하였다.

### 관료 생활
1453년(단종 1년) 산릉도감 별감으로 있다가 일처리 잘못으로 의금부의 탄핵을 받았으나 단종이 이를 무마시켰다.
1453년(단종 1) 계유정난 직후 수양대군에 의해 임시 의금부지사(義禁府知事)로 임명되어 함길도에 파견되어 경성부사 이경유(李耕田+柔)를 목을 베어 참살하고 보공 대호군(保功 大護軍)으로 승진, 얼마 뒤 지사간원사(知司諫院事)로 임명됐다가  대호군(大護軍)으로 전직했다. 그해 겨울 부지승문원사(副知承文院事)를 거쳐 의금부지사가 됐다. 1454년 승정원동부승지가 되고 그해의 부종묘 추향 대제(祔宗廟秋享大祭)의 찬례가 되어 제향참여자들을 시상할 때채단초(綵段綃) 각각 1필(匹)을 하사받았다. 이어 명나라의 사신을 접견하고 우부승지, 좌부승지가 되고 좌부승지 재직 중 단종의 선위에 참여하였다.
세조가 즉위하자 우승지에 제수되었다. 1455년(세조 1년) 좌익공신 3등에 책록되고 좌승지에 제수되었다. 이후 이조참판으로 승진되고 능성군(綾城君)에 봉해졌다. 1457년(세조 3년) 병조참판, 1460년 이조판서, 숭정 대부(崇政大夫) 1461년 숭록대부로 승진했다. 이후 함길도 도체찰사(咸吉道都體察使), 1462년에 의정부 우찬성(議政府右贊成), 뒤에 보국숭록대부(輔國崇祿大夫)로 승진하고 능성부원군(綾城府院君)에 봉작되었다. 이후 의정부우의정이 되고 영의정이 되었다. 이 때 건주위(建州衛)의 여진족이 변경을 침범하자 진서대장군(鎭西大將軍)에 특별 임명되어 토벌대 사령관이 되어 출전하였다. 1467년 건주위 토벌에 출정하여 공을 세워 그해 12월 군공 3등(軍功三等)에 녹훈되었다. 예종대에는 공신 능성군(綾城君)으로 조정에 입시했다.

### 생애 후반
이후 1469년에서 1년 후 1470년 사망할 때까지 조선국 상급 국상을 지냈다.
1470년(성종 1년) 원상(院相)의 한 사람으로 신숙주, 한명회 등과 정무를 주관하고, 그해의 내불당(內佛堂) 감조 도제조(監造都提調)가 되고 《대전》의 이전을 교정했다. 그해 능성부원군으로 승작되고, 사재감제조(提調)로 사재감을 감독했다. 그해 9월 13일에 사망하여 성종은 조회를 정지하고 예장하였다. 그는 훈신임에도 용모와 행동이 엄숙하고 확연하게 지키는 것이 있어 이익과 세력에도 흔들리지 않았다. 실록에 의하면 몸가짐을 청백하게 하고 검소하게 하였으며, 악을 미워하여 원수처럼 여겼다 한다.

## 가족 관계
- 할아버지 : 개성부윤 구성로(具成老)
  - 아버지 : 아버지는 목사 구양(具楊)
  - 어머니 : 윤사영(尹思永)의 딸
    - 부인 : 청주 이씨 - 이중부(李仲扶)의 딸
      - 장남 : 구경(具慶)
        - 손자 : 구장손(具長孫)
        - 손자며느리: 교하 노씨 - 노사신(盧思愼)의 딸

      - 장녀 : 박휘(朴暉)에게 출가
      - 차녀 : 권영손(權永孫)에게 출가
      - 삼녀 : 경정공주의 외손자 양주 조씨 조선(趙選)에게 출가
      - 사녀 : 유익후(柳益厚)에게 출가

## 사극에서
- 조선왕조 오백년 설중매 - 김호영
- 파천무 - 유병준
- 한명회 - 임혁주
- 왕과 비 - 이대로